# Coptos
Qift hay Phong Tranh (tiếng Ả Rập: قفط; Coptic:  Ⲕⲉ ϥ ⲧ  'Keft'  hoặc  'Kebto' ; Tiếng Ai Cập  'Gebtu' ; tiếng Hy Lạp cổ: Κόπτος  'Coptos'  hoặc  'Koptos' ; Roman  Justinianopolis  ') là một thị trấn nhỏ ở Qena Governorate của Ai Cập khoảng 43  km về phía bắc của Luxor, trên bờ phía đông của sông Nile

### Thời Pharaon
Trong Ai Cập cổ đại,  'Qift'  lúc đó là  'Gebtu'  - một trung tâm quan trọng về chính quyền, tôn giáo, và thương mại.
Là thành phố chính thứ năm của Thượng Ai Cập ian nome của Harawî (Hai Hawks). 
Từ Qift và Qus buôn bán sang tận Biển Đỏ cùng nhiều cuộc buôn bán ở vùng Đông Sa mạc, rời bỏ Nile Valley. 
Gebtu là nơi xuất phát của hai đoàn thuyền lớn theo các tuyến đường dẫn đến các bờ biển của Biển Đỏ, hướng về phía cổng Tââou (Myoshormos hoặc Myos Hormos), và phía cổng của Shashirît (Berenice).
Theo lãnh thổ của các pharaoh, toàn bộ thương mại của miền nam Ai Cập với Biển Đỏ đều đi qua hai con đường này; dưới thời Ptolemies cũng như ở La Mã và Byzantine, thương nhân cũng theo những con đường này nhằm mục đích trao đổi hàng hóa tại các bờ biển của Zanzibar và tại miền Nam Arabia, Ấn Độ và Viễn Đông.

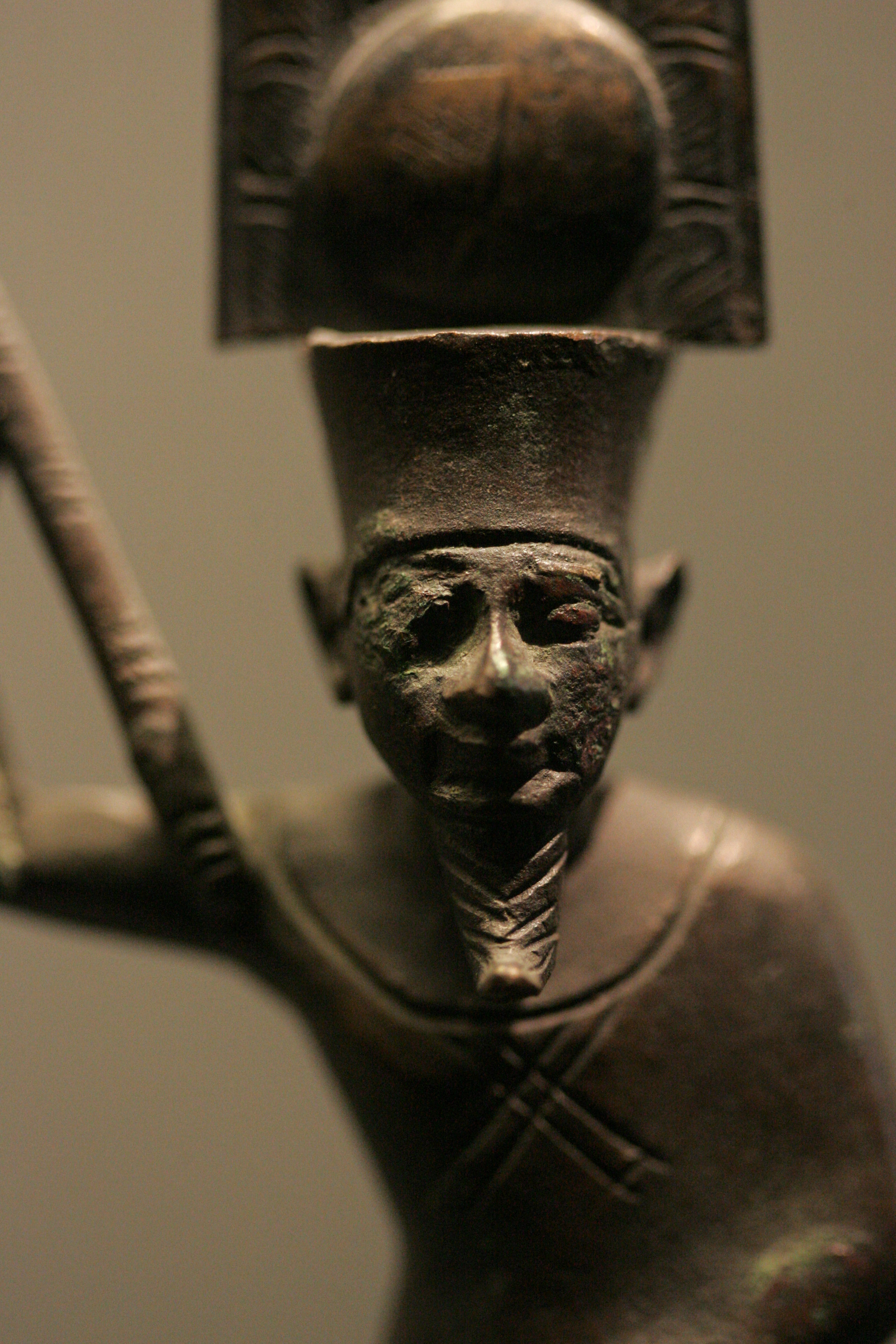
Min-Amen-ka-Mut-ef, Gebtu nam sinh thần - Louvre

Gebtu là trung tâm tôn giáo quan trọng nhất trong khu vực. vị thần nam chủ yếu của nó là Min,.  thần trở thành vị thần của khả năng sinh sản nam, , và cũng được coi là vị thần nam của khu vực sa mạc phía đông.

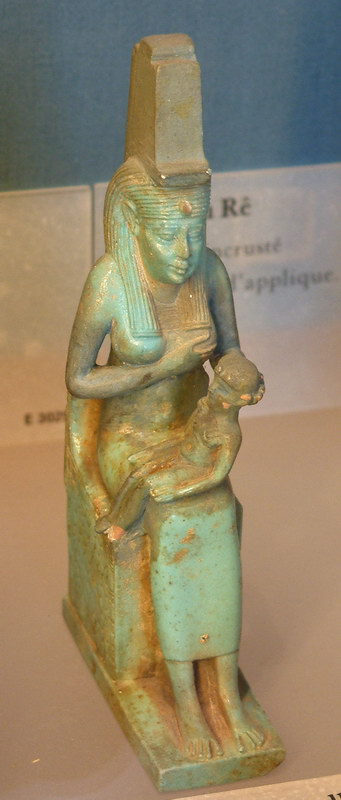
Isis nuôi đứa con trai của cô - Louvre

giáo phái của thần đã nổi bật lên trong Trung Vương Triều. Tại thời điểm đó, thần liên kết với Horus để trở thành vị thần Min-Horus. Sau đó, thần được hợp nhất với Amen trở thành Min-Amen-ka-Mut-ef, như "Min-Amen-bò mẹ" (Hathor-Isis).
Isis (Hathor-Isis) và đứa con của mình, Horus, là những vị thần kết nối với Gebtu, tên là  'Coptos'  trong thời kỳ Hy Lạp-La Mã, có thể là do sự tái diễn của hai Hawks của Nome, Harawî, tiêu chuẩn như Min và Horus.
Gebtu là một nơi chính trị quan trọng, đặc biệt là dưới triều đại thứ mười một, và đã bị lu mờ bởi Thebes.

## La Mã và thời Byzanine
Trong thế kỷ thứ 6, Qift được đổi tên thành  'Justinianopolis' , như một số thành phố khác, sau khi hoàng đế Byzantine Justinianus I.